# Фокс, Вильям Джонсон
Вильям Джонсон Фокс (англ. William Johnson Fox; 1786—1864) — английский богослов и политик; член Либеральной партии Великобритании.

## Биография
Вильям Джонсон Фокс родился 1 марта 1786 года в Уэйвени в английском графстве Суффолк; его родители были строгими последователями кальвинизма. Учился в Independent College.
Приобрел большую известность как проповедник унитариев, особенно когда вышли в свет два сборника его проповедей: «Christ and Christianity» и «Christian Morality». Со временем он все больше и больше переходил от чистой теологии в область политики и во время агитации за избирательную реформу был уже одним из видных представителей демократической партии, приняв доктрину ее теоретика — Иеремии Бентама. 
В 1814—1846 гг. Φокс читал ряд лекций для рабочих, которые были изданы в 1849 году. 
Окончательно разойдясь с конгрегацией унитариев, он высказал свой взгляд на свободу совести в сочинении «Religious Ideas» (1849). 
В 1847 году он был избран в Палату общин Великобритании; выступал оратором только по вопросам народного образования, отстаивая всеобщее обязательное обучение.
Вильям Джонсон Фокс умер 3 июня 1864 года в городе Лондоне.